# TV Gazeta de Alagoas
TV Gazeta de Alagoas, também chamada apenas de TV Gazeta, é uma emissora de televisão brasileira sediada em Maceió, capital do estado de Alagoas, que opera no canal 7 (21 UHF digital) e é afiliada à TV Globo. Pertence à Organização Arnon de Mello (OAM), grupo de comunicação ligado ao ex-presidente da República Fernando Collor.

## História

### Primeiros anos
O canal 7 VHF de Maceió, que viria a ser da TV Gazeta de Alagoas, foi outorgado pelo Ministério das Comunicações em 17 de maio de 1974. Os testes de sinal foram iniciados em agosto de 1975 com a transmissão da programação nacional da TV Globo em cores e da local em preto e branco. Em 3 de setembro foi lançada a pedra fundamental do edifício-sede da estação, no bairro Farol, com a presença de seu diretor-presidente Pedro Collor de Mello e do governador de Alagoas Afrânio Salgado Lages.
A inauguração, inicialmente programada para 1.º de outubro, ocorreu na tarde de 27 de setembro, em ato onde foi fixada uma placa com o seguinte texto escrito por Arnon de Mello: "Estamos desatando o nó que prendia Alagoas à humilhante condição de único Estado sem uma emissora de televisão. O Canal 7, que hoje inauguramos, é uma prova da nossa disposição de servir. Aí está para servi-lo, Povo Alagoano, a TV Gazeta de Alagoas". Antes do lançamento da TV Gazeta o estado recebia a retransmissão da TV Rádio Clube e da TV Jornal do Commercio, ambas de Pernambuco.
A TV Gazeta foi a primeira estação do Nordeste brasileiro a repetir a TV Globo diretamente do sinal nacional — as afiliadas então instaladas na região tinham recepção da TV Globo Nordeste, do Recife. Devido aos custos para a exibição simultânea da programação de rede a estação obtinha da filial pernambucana fitas Quadruplex com os programas da TV Globo, que chegavam em até um mês depois de veiculados, restringindo a transmissão ao vivo ao Jornal Nacional e ao Fantástico. A emissora já teve entre seus pequenos acionistas João Tenório, também proprietário da TV Pajuçara, Carlos Lira Neto e Ricardo Brennand.

### Década de 2010
A TV Gazeta iniciou os testes do seu sinal digital em junho de 2010, durante a Copa do Mundo FIFA de 2010, através do canal 21 UHF, e em 29 de novembro lançou oficialmente suas transmissões digitais. Em 26 de março de 2012 seus programas passaram a ser produzidos em alta definição.
Em dezembro de 2014 a TV Gazeta fechou acordo com a Federação Alagoana de Futebol para transmitir com exclusividade o Campeonato Alagoano a partir da edição de 2015. O torneio foi exibido na estação até 2019, pois no ano seguinte os direitos foram repassados para a sua coirmã, TV Mar, que cobriu apenas aquela temporada.
Em 20 de maio de 2018, com base no decreto federal de transição das emissoras de TV brasileiras do sinal analógico para o digital, a TV Gazeta, bem como as outras emissoras de Maceió, cessou suas transmissões pelo canal 7 VHF, seguindo o cronograma oficial da ANATEL.

### Crise e escândalos de corrupção
Em 25 de junho de 2019, o Sindicato dos Jornalistas Profissionais do Estado de Alagoas moveu uma greve nas emissoras do estado, inclusive a TV Gazeta, contra uma proposta de redução de 40% do piso salarial da categoria, de autoria da Organização Arnon de Mello e aderida pela TV Pajuçara e pela TV Ponta Verde. O movimento foi encerrado em 3 de julho, após o Tribunal Regional do Trabalho da 19.ª Região decidir pela manutenção do salário com reajuste de 3% no valor. No dia seguinte jornalistas da TV Gazeta que aderiram à greve foram demitidos, e no dia 9 o Ministério Público do Trabalho de Alagoas ordenou a reintegração dos profissionais sob pena de multa diária de 50 mil reais.
Em 10 de julho de 2019 o Ministério Público Federal e a Justiça Federal decidiram pela cassação e não renovação das concessões da TV Gazeta e de suas coirmãs, a 98 FM e a Gazeta FM, devido às emissoras terem em seu quadro societário o então senador Fernando Collor, o que não é permitido pela legislação. Porém as emissoras seguiram no ar até que o processo transitasse em julgado em todas as esferas.
Em 31 de maio de 2023, com a decisão do Supremo Tribunal Federal (STF) que condenou Collor a oito anos e dez meses de prisão por corrupção passiva e lavagem de dinheiro, vieram à tona irregularidades praticadas por ele utilizando a TV Gazeta. As contas da estação eram utilizadas para receber propina, paga em contrapartidas a contratos celebrados pela UTC Engenharia com a BR Distribuidora. A condenação ainda revelou que a recuperação judicial da TV Gazeta e da OAM foi causada por simulações de empréstimos a Collor, feitas com o objetivo de justificar os valores recebidos.

### Disputa pela renovação da afiliação com a TV Globo
Em 4 de outubro de 2023 a TV Globo comunicou à direção da TV Gazeta a decisão de não renovar a afiliação, tendo como alegação a decisão do STF que havia condenado a emissora pela estação alagoana ser usada em esquemas de corrupção. Em 26 de outubro de 2023, o site F5, vinculado ao jornal Folha de S. Paulo, noticiou que a TV Globo decidiu encerrar a afiliação da TV Gazeta após 48 anos, sendo substituída no primeiro semestre de 2024 por uma nova estação, de propriedade do Grupo Nordeste de Comunicação (que controla a também afiliada TV Asa Branca em Caruaru, Pernambuco). A decisão acabou acarretando numa longa disputa judicial entre as estação alagoana e a rede durante os anos de 2023 e 2024, com a TV Gazeta tendo decisões favoráveis na justiça alagoana até março de 2025, quando a TV Globo venceu o processo no Superior Tribunal de Justiça. Ficou estabelecido também um prazo de sessenta dias para que a estação fechasse uma nova afiliação para substituir a rede.
Por fim, em 19 de agosto de 2025, o STJ decidiu pela renovação do contrato com a emissora carioca no prazo de três anos, sem qualquer tipo de recurso, encerrando a disputa iniciada em 2023.